# Teoria crítica da raça
Teoria Crítica da Raça (TCR) é um campo acadêmico focado nas relações entre as concepções sociais de raça e etnia, as leis sociais e políticas e a mídia de massa. A TCR também considera o racismo como racismo sistêmico em diversas leis e normas, não se baseando apenas nos preconceitos individuais.
A palavra crítica no nome é uma referência acadêmica à teoria crítica e não a uma crítica ou acusação contra indivíduos.
A TCR também é utilizada na sociologia para explicar as estruturas sociais, políticas e legais e a distribuição de poder por meio de uma "perspectiva" que se concentra no conceito de raça e nas experiências de racismo.
Por exemplo, a estrutura conceitual da TCR examina o viés racial em leis e instituições jurídicas, como as taxas de encarceramento altamente discrepantes entre grupos raciais nos Estados Unidos.
Um conceito-chave da TCR é a interseccionalidade—a forma como diferentes tipos de desigualdade e identidade são afetados pelas interconexões entre raça, classe, gênero e deficiência.
Os estudiosos da TCR entendem a raça como uma construção social sem base biológica.
Um dos princípios da TCR é que os resultados raciais discrepantes decorrem de dinâmicas sociais e institucionais complexas, mutáveis e frequentemente sutis, e não de preconceitos explícitos e intencionais de indivíduos.
Os estudiosos da TCR argumentam que a construção social e legal da raça favorece os interesses dos brancos em detrimento das pessoas de cor, e que a noção de liberalismo moderno nos Estados Unidos da lei norte-americana como "neutra" desempenha um papel importante na manutenção de uma ordem social racialmente injusta, onde leis formalmente cegueira racial continuam a produzir resultados racialmente discriminatórios.
E que as desigualdades desigualdade racial nos Estados Unidos persistem mesmo após a promulgação de leis de direitos civis e de leis cegas à cor, estudiosos da TCR, nas décadas de 1970 e 1980, passaram a reformular e expandir as teorias dos estudos jurídicos críticos sobre classe, estrutura econômica e a lei para examinar o papel do direito norte-americano na perpetuação do racismo.
A TCR, uma estrutura de análise fundamentada na teoria crítica, surgiu em meados da década de 1970 nos escritos de diversos estudiosos jurídicos americanos, entre eles Derrick Bell, Alan Freeman, Kimberlé Crenshaw, Richard Delgado, Cheryl Harris, Charles R. Lawrence III, Mari Matsuda e Patricia J. Williams.
A TCR baseia-se no trabalho de pensadores como Antonio Gramsci, Sojourner Truth, Frederick Douglass e W. E. B. Du Bois, bem como nos movimentos Black Power, Chicano e feminismo radical dos anos 1960 e 1970.
Críticos acadêmicos da TCR afirmam que ela se apoia na narração de histórias em vez de em evidências e razão, rejeita a verdade e o mérito e anti-liberalismo desvaloriza o liberalismo.
Desde 2020, parlamentares conservadores dos EUA têm buscado proibir ou restringir o ensino da TCR em escolas primárias e secundárias, bem como em treinamentos realizados em agências federais.
Defensores de tais proibições argumentam que a TCR é falsa, antiamericana, vaticina os brancos como vilões, promove o políticas de esquerda radical e doutrina as crianças.
Defensores das proibições da TCR foram acusados de deturpar seus princípios e de tentar silenciar amplamente as discussões sobre racismo, igualdade, justiça social e a história da raça.

## Definições
Em sua introdução à publicação abrangente de 1995 dos escritos fundamentais da TCR, Cornel West descreveu a TCR como "um movimento intelectual que é tanto particular aos nossos tempos pós-modernos (e conservadores) quanto parte de uma longa tradição de resistência e libertação humana."
O professor de direito Roy L. Brooks definiu a teoria crítica da raça em 1994 como "uma coleção de posturas críticas contra a ordem jurídica existente a partir de um ponto de vista baseado na raça".
Gloria Ladson-Billings, que—juntamente com o coautor William Tate—introduziu a TCR no campo da educação em 1995, descreveu-a em 2015 como uma "abordagem interdisciplinar que busca compreender e combater a desigualdade racial na sociedade."
Ladson-Billings escreveu em 1998 que a TCR "surgiu primeiramente como uma erudição contralegal ao discurso jurídico positivista e liberal dos direitos civis."
Em 2021, Khiara Bridges, professora de direito e autora do manual Teoria Crítica da Raça: Um Manual, definiu a teoria crítica da raça como um "movimento intelectual", um "corpo de conhecimento" e um "conjunto de ferramentas analíticas para interrogar a relação entre o direito e a desigualdade racial."
A Enciclopédia Britannica de 2021 descreveu a TCR como um "movimento intelectual e social e uma estrutura de análise jurídica vagamente organizada, baseado na premissa de que a raça não é uma característica natural, fundamentada biologicamente, de subgrupos fisicamente distintos de seres humanos, mas uma categoria socialmente construída (inventada culturalmente) que é usada para oprimir e explorar pessoas de cor."

## Princípios
Estudiosos da TCR afirmam que a raça não é "fundamentada biologicamente e natural"; antes, ela é uma categoria socialmente construída usada para oprimir e explorar pessoas de cor; e que o racismo não é uma anomalia, mas uma característica normalizada da sociedade americana.
De acordo com a TCR, estereótipos negativos atribuídos a membros de grupos minoritários beneficiam os brancos e aumentam a opressão racial.
Indivíduos podem pertencer a diversos grupos identitários. O conceito de interseccionalidade—um dos principais da TCR—foi introduzido pela jurista Kimberlé Crenshaw.
Derrick Albert Bell Jr. (1930 – 2011), advogado, professor e ativista dos direitos civis americano, afirmou que a igualdade racial é "impossível e ilusória" e que o racismo nos EUA é permanente.
Segundo Bell, a legislação dos direitos civis, por si só, não promove progresso nas relações raciais; as supostas melhorias ou vantagens para pessoas de cor "tendem a servir aos interesses dos grupos brancos dominantes", no que Bell chamou de "convergência de interesses".
Essas mudanças geralmente não alteram—e por vezes até reforçam—as hierarquias raciais. Isso reflete a mudança ocorrida na década de 1970, quando Bell reavaliou seu trabalho de dessegregação enquanto advogado de direitos civis, em resposta às decisões da Suprema Corte que levaram à re-segregação das escolas.
O conceito de teoria do ponto de vista tornou-se especialmente relevante para a TCR quando foi expandido para incluir um ponto de vista feminista negra por Patricia Hill Collins. Introduzida inicialmente por sociólogas feministas na década de 1980, a teoria do ponto de vista sustenta que pessoas em grupos marginalizados, com experiências semelhantes, podem aportar uma sabedoria coletiva e uma voz única para discutir a redução da opressão. Nessa perspectiva, insights sobre o racismo podem ser obtidos ao examinar a natureza do sistema jurídico dos EUA através das experiências cotidianas de pessoas de cor.
Segundo a Enciclopédia Britannica, os princípios da TCR ultrapassaram o meio acadêmico e são usados para aprofundar a compreensão de questões socioeconômicas como "pobreza, brutalidade policial e violações dos direitos de voto", que são afetadas pelas maneiras como a raça e o racismo são "compreendidos e mal compreendidos" nos Estados Unidos.

## Temas Comuns
Richard Delgado e Jean Stefancic publicaram, em 1993, uma bibliografia anotada de referências da TCR, listando obras de erudição jurídica que abordavam um ou mais dos seguintes temas: "crítica ao liberalismo"; "narração/contranarrativa e 'nomear a própria realidade'"; "interpretações revisionistas da lei de direitos civis americana e do progresso"; "uma compreensão mais profunda dos fundamentos da raça e do racismo"; "determinismo estrutural"; "raça, sexo, classe e suas interseções"; "essentialism e antiessencialismo"; "nacionalismo cultural/separatismo"; "instituições jurídicas, pedagogia crítica e minorias na advocacia"; e "crítica e autocrítica". Quando Gloria Ladson-Billings introduziu a TCR na educação em 1995, ela alertou que sua aplicação exigia uma "análise minuciosa da literatura jurídica na qual se baseia".

### Crítica ao liberalismo
Para os estudiosos jurídicos da TCR em 1993, primeiramente se destacava o "descontentamento" com a forma como o liberalismo abordava as questões raciais nos EUA. Criticaram a "jurisprudência liberal", incluindo a ação afirmativa, a cegueira racial, o uso de modelos a seguir e o princípio da meritocracia. Afirmaram, especificamente, que o conceito liberal de uma lei neutra em valores contribuía para a manutenção da ordem social racialmente injusta dos EUA.

Um exemplo que questiona as concepções liberais fundamentais dos valores da Era do Iluminismo, como o racionalismo e o progresso, é o artigo de 1986 de Rennard Strickland na Kansas Law Review, intitulado "Genocídio-no-Direito: Uma Visão Histórica e Contemporânea da Experiência dos Nativos Americanos". Nele, ele "introduziu tradições e visões de mundo dos Nativos Americanos" no currículo das faculdades de direito, desafiando o enraizamento, naquela época, das "ideias contemporâneas de progresso e iluminação". Escreveu que as leis norte-americanas que "permeiam" a vida cotidiana dos Nativos eram, na maioria dos casos, aplicadas com rigor legal, mas ainda resultavam no que chamou de "genocídio cultural".

Em 1993, David Theo Goldberg descreveu como países que adotam os conceitos do liberalismo clássico de "individualismo, igualdade e liberdade"—tais como os Estados Unidos e países europeus—ocultam o racismo estrutural em suas culturas e linguagens, citando termos como "Terceiro Mundo" e "primitivo".:6–7
Em 1988, Kimberlé Williams Crenshaw rastreou as origens do uso do conceito de cegueira racial pela Nova Direita—dos centros de pensamento neoconservadorismo dos anos 1970 à administração de Ronald Reagan na década de 1980. Ela descreveu como figuras proeminentes, como os estudiosos neoconservadores Thomas Sowell e William Bradford Reynolds, que atuaram como Procurador Assistente para a Divisão de Direitos Civis de 1981 a 1988, defendiam políticas "estritamente cegas à cor". Sowell e Reynolds, assim como muitos conservadores na época, acreditavam que o objetivo da igualdade entre as raças já havia sido alcançado e, portanto, o movimento dos direitos civis específico para raça representava uma "ameaça à democracia".
A lógica da cegueira racial empregada em argumentos de "discriminação reversa" no período pós-direitos civis na história afro-americana baseia-se em uma perspectiva particular sobre a "igualdade de oportunidades", conforme adotada por Sowell, na qual o papel do Estado limita-se a proporcionar um "campo de jogo nivelado" em vez de promover uma distribuição igualitária de recursos.
Crenshaw afirmou que a "igualdade de oportunidades" na lei antidiscriminação pode ter tanto um aspecto expansivo quanto restritivo. Ela escreveu que leis formalmente cegas à cor continuam a produzir resultados racialmente discriminatórios. Segundo ela, o uso dessa retórica formal de cegueira racial em alegações de discriminação reversa, como na decisão de 1978 da Suprema Corte no caso Regents of the University of California v. Bakke, foi uma resposta à maneira agressiva com que os tribunais impuseram a ação afirmativa e o transporte coletivo durante a era dos direitos civis.
Em 1990, o estudioso do direito Duncan Kennedy descreveu a abordagem dominante à ação afirmativa na academia jurídica como "fundamentalismo meritocrático cego à cor". Ele defendeu uma abordagem pós-moderna de "consciência racial" que incluísse "relações políticas e culturais" e evitasse o "racialismo" e o "essencialismo".

O sociólogo Eduardo Bonilla-Silva descreve essa forma mais sutil de racismo como "racismo cego à cor", que utiliza estruturas do liberalismo abstrato para descontextualizar a raça, naturalizar resultados como a segregação em bairros, atribuir certas práticas culturais à raça e levar à "minimização do racismo".
Em seu influente artigo de 1984, Delgado questionou o conceito liberal de meritocracia na erudição dos direitos civis. Ele indagou como os principais artigos publicados nas revistas de maior prestígio eram todos escritos por homens brancos.

### Narração/contranarrativa e "nomear a própria realidade"
Isso se refere ao uso de narrativa (narração) para iluminar e explorar as experiências vividas da opressão racial.
Um dos princípios da jurisprudência liberal é que as pessoas podem criar narrativas atraentes para refletir e discutir níveis mais elevados de justiça. Delgado e Stefancic chamam isso de falácia empática—a crença de que é possível "controlar nossa consciência" apenas com a linguagem para superar o fanatismo e a estreiteza de miras.
Eles analisam como as pessoas de cor, consideradas outsiders na cultura dominante dos EUA, são retratadas na mídia e no direito por meio de estereótipos e personagens fixos, adaptados ao longo do tempo para proteger a cultura dominante do desconforto e da culpa. Por exemplo, os escravos do século XVIII nos Estados do Sul dos EUA eram mostrados como infantis e dóceis; Harriet Beecher Stowe adaptou esse estereótipo por meio de seu personagem Tio Tom, retratando-o como um cristão "gentil, longánimo" e piedoso.
Após a Guerra Civil Americana, a mulher afro-americana foi retratada como uma figura sábia e cuidadora, estereotipada como a "Mammy". Durante o período da Reconstrução, os homens afro-americanos foram estereotipados como "brutais e bestiais", representando uma ameaça para as mulheres e crianças brancas. Isso foi exemplificado nos romances de Thomas Dixon Jr., que serviram de base para o épico cinematográfico O Nascimento de uma Nação, o qual enaltecia o Ku Klux Klan e os linchamento nos Estados Unidos.
Durante o Renascimento do Harlem, os afro-americanos foram retratados como "talentosos musicalmente" e "divertidos". Após a Segunda Guerra Mundial, quando muitos veteranos negros aderiram ao nascente movimento dos direitos civis, eles foram mostrados como "presunçosos e espertos nas ruas", o militante "intransigente e oportunista", o personagem de sitcom na TV "seguro, reconfortante, que usa cardigã" e o "super galã" dos filmes de blaxploitation.
A falácia empática explica o "aspecto de distorção temporal do racismo", em que a cultura dominante enxerga o racismo apenas com a retrospectiva de épocas passadas ou de países distantes, como a África do Sul. Ao longo dos séculos, com a disseminação de estereótipos, o racismo se normalizou; passou a ser "parte da narrativa dominante que usamos para interpretar a experiência". Delgado e Stefancic argumentam que o discurso, por si só, é uma ferramenta ineficaz para combater o racismo, pois o sistema de liberdade de expressão tende a favorecer os interesses das elites poderosas e a atribuir a responsabilidade pelos estereótipos racistas ao "mercado de ideias".

### Epistemologia do ponto de vista
Trata-se da ideia de que os membros de grupos minoritários raciais possuem autoridade única e capacidade para falar sobre o racismo. Isso enfraquece as narrativas dominantes sobre a desigualdade racial, como a neutralidade jurídica e a responsabilidade pessoal ou o bootstrapping, por meio de relatos diretos e valiosos da experiência do racismo.

### Interpretações revisionistas da lei de direitos civis americana e do progresso
A convergência de interesses é um conceito introduzido por Derrick Bell em seu artigo de 1980 na Harvard Law Review, intitulado "Brown v. Board of Education e o Dilema da Convergência de Interesses". Nele, Bell descreveu como reavaliou o impacto dos inúmeros casos de dessegregação vencidos pelo Fundo de Defesa Legal e Educacional da NAACP entre 1960 e 1966 e como passou a acreditar que, apesar de sua sinceridade na época, a lei antidiscriminação não melhorou o acesso das crianças negras a uma educação de qualidade. Ele listou e descreveu como decisões da Suprema Corte enfraqueceram a legislação dos direitos civis, levando estudantes afro-americanos a continuarem frequentando escolas exclusivamente negras, carentes de financiamento e recursos adequados. Ao analisar esses casos, Bell concluiu que a única legislação dos direitos civis aprovada coincidiu com os interesses próprios dos brancos, o que ele denominou de convergência de interesses.
Um dos exemplos mais conhecidos de convergência de interesses é como a geopolítica americana durante a Guerra Fria após a Segunda Guerra Mundial foi crucial para a aprovação de legislação dos direitos civis por republicanos e democratas. Bell descreveu isso em vários artigos, e o pesquisador Mary L. Dudziak apoiou essa análise. Em seus artigos e no livro de 2000 Cold War Civil Rights—baseado em documentos recém-divulgados—Dudziak apresentou evidências detalhadas de que os Estados Unidos tinham interesse em conter a imprensa internacional negativa sobre o tratamento dos afro-americanos, visto que a maioria das populações dos países recém-descolonizados, que os EUA buscavam atrair para uma democracia ao estilo ocidental, não eram brancas. Os EUA procuravam promover valores liberais em toda a África, Ásia e América Latina para impedir que a União Soviética espalhasse o comunismo. Dudziak descreveu como a imprensa internacional divulgava amplamente relatos de segregação e violência contra os afro-americanos.
Os linchamentos de Moore's Ford, nos quais um veterano da Segunda Guerra Mundial foi linchado, foram especialmente noticiados. Aliados americanos acompanharam as notícias sobre o racismo nos EUA pela imprensa internacional, e os soviéticos usaram esses relatos como parte vital de sua propaganda. Dudziak realizou ampla pesquisa em arquivos no Departamento de Estado dos EUA e no Departamento de Justiça dos EUA e concluiu que o apoio do governo norte-americano à legislação dos direitos civis "foi motivado, em parte, pela preocupação de que a discriminação racial prejudicava as relações exteriores dos Estados Unidos". Quando a Guarda Nacional foi acionada para impedir que nove estudantes afro-americanos integrassem a Little Rock Central High School, a imprensa internacional cobriu extensivamente o fato. O então Secretário de Estado disse ao Presidente Dwight Eisenhower que a situação de Little Rock estava "arruinando" a política externa dos EUA, especialmente na Ásia e na África. O embaixador dos EUA nas Nações Unidas informou ao Presidente Eisenhower que, como dois terços da população mundial não eram brancos, ele presenciava reações negativas à discriminação racial americana. Ele suspeitou que os EUA "perderam vários votos sobre o item comunista chinês por causa de Little Rock."

### Teoria interseccional
Isso se refere à análise de raça, sexo, classe, origem nacional e orientação sexual, e de como suas interseções se manifestam em diversos contextos, como o fato de as necessidades de uma latina serem diferentes das de um homem negro, e de quais necessidades são priorizadas. Essas interseções fornecem uma visão mais abrangente para avaliar os diferentes grupos de pessoas. A interseccionalidade responde à política de identidade na medida em que esta não considera as diversas interseções das identidades individuais.

### Essencialismo vs. antiessencialismo
Delgado e Stefancic escrevem: "Os estudiosos que tratam dessas questões estão preocupados com a unidade adequada para análise: a comunidade negra é única ou composta por várias comunidades? Os afro-americanos de classe média e trabalhadora têm interesses e necessidades distintos? Todos os povos oprimidos compartilham algo em comum?" Isso analisa de que forma grupos oprimidos podem partilhar sua opressão, mas também possuir necessidades e valores diferentes que exigem análises diferenciadas. Trata-se da questão de como os grupos podem ser essencializados ou não.
De uma perspectiva essencialista, a identidade de uma pessoa consiste em uma "essência" interna, estática e imutável desde o nascimento, enquanto uma posição antiessencialista defende que "o sujeito não tem uma identidade fixa ou permanente".
O essencialismo racial divide-se em essencialismo biológico e cultural, sendo que grupos subordinados podem preferir um em detrimento do outro. "As formas cultural e biológica de essencialismo racial compartilham a ideia de que as diferenças entre os grupos raciais são determinadas por uma essência fixa e uniforme que reside e define todos os membros de cada grupo. Entretanto, elas divergem na compreensão da natureza dessa essência."
Grupos subordinados podem tender a apoiar o essencialismo cultural, pois isso lhes confere uma base de distinção positiva para estabelecer uma resistência cumulativa, afirmando suas identidades e direitos. Em contrapartida, o essencialismo biológico dificilmente ressoa com grupos marginalizados, uma vez que, historicamente, os grupos dominantes usaram a genética e a biologia para justificar o racismo e a opressão.
Essencialismo é a ideia de uma experiência única e compartilhada entre um grupo específico. Já o antiessencialismo defende que diversos fatores podem afetar o ser e a experiência de vida de uma pessoa. Assim, a raça de um indivíduo é vista como uma construção social que não determina necessariamente os desfechos de sua vida. A raça é entendida como "uma construção social e histórica, e não uma característica biológica inerente, fixa e essencial."
O antiessencialismo "impõe uma desestabilização no próprio conceito de raça..." Os efeitos dessa desestabilização variam conforme o foco analítico, podendo afetar os conceitos analíticos de identidade ou subjetividade racial.

### Determinismo estrutural, e raça, sexo, classe e suas interseções
Isso se refere à investigação de como "a estrutura do pensamento ou da cultura jurídica influencia seu conteúdo", de modo a determinar os desfechos sociais.
Delgado e Stefancic citaram a "falácia empática" como exemplo de determinismo estrutural: a "ideia de que nosso sistema, em razão de sua estrutura e vocabulário, não pode reparar certos tipos de injustiça." Eles questionam a ausência de termos como interseccionalidade, antiessencialismo e anulação de júri nas ferramentas de pesquisa jurídica padrão em bibliotecas de direito.

### Nacionalismo cultural/separatismo
Isso se refere à exploração de visões mais radicais que defendem a separação e as reparações como forma de ajuda externa (incluindo o nacionalismo negro).

### Instituições jurídicas, pedagogia crítica e minorias na advocacia
Camara Phyllis Jones define o racismo institucionalizado como "o acesso diferencial aos bens, serviços e oportunidades da sociedade por raça. O racismo institucionalizado é normativo, às vezes legalizado e frequentemente se manifesta como desvantagem herdada. É estrutural, pois foi incorporado às nossas instituições de costume, prática e lei, de modo que não é necessário identificar um infrator. De fato, o racismo institucionalizado frequentemente se manifesta como inação diante da necessidade, tanto em condições materiais quanto no acesso ao poder. Quanto ao primeiro, exemplos incluem o acesso desigual à educação de qualidade, habitação adequada, emprego remunerado, instalações médicas apropriadas e um ambiente limpo."

### Binário negro–branco
O binário negro–branco é um paradigma identificado por estudiosos jurídicos através do qual as questões e histórias raciais são tipicamente articuladas dentro de um binário racial entre americanos negros e brancos. Esse binário governa, em grande parte, a forma como a raça foi retratada e abordada ao longo da história dos Estados Unidos. Teóricos da teoria crítica da raça, Richard Delgado e Jean Stefancic, argumentam que a lei antidiscriminatória apresenta pontos cegos para minorias não-negras devido ao fato de sua linguagem estar confinada ao binário negro–branco.

## Aplicações e adaptações
Estudiosos da teoria crítica da raça concentraram-se, com certa particularidade, nas questões de crime de ódio e discurso de ódio. Em resposta à decisão da Suprema Corte dos Estados Unidos no caso de discurso de ódio R.A.V. v. City of St. Paul (1992), no qual a Corte anulou uma portaria anti-preconceito aplicada a um adolescente que havia queimado uma cruz, Mari Matsuda e Charles Lawrence argumentaram que a Corte não havia dado atenção suficiente à história do discurso racista e ao dano efetivamente causado por esse discurso.
Teóricos da teoria crítica da raça também argumentaram a favor da ação afirmativa. Eles propõem que os chamados padrões de mérito para contratações e admissões educacionais não são neutros em relação à raça e que tais padrões fazem parte da retórica da neutralidade pela qual os brancos justificam sua parcela desproporcional de recursos e benefícios sociais.
Em seu artigo de 2009, "Será que o Verdadeiro TCR, Por Favor, Levante-se: Os Perigos das Contribuições Filosóficas para o TCR", Curry distinguiu entre os escritos fundamentais originais do TCR e o que está sendo feito em nome do TCR por um "número crescente de feministas brancas". O novo movimento do TCR "favorece narrativas que inculquem os ideais de uma humanidade pós-racial e de melhoria racial entre pensadores filosóficos compassivos (negros e brancos) dedicados a resolver o problema racial da América." Esses teóricos estão interessados no discurso (isto é, na forma como os indivíduos falam sobre raça) e nas teorias dos filósofos continentais brancos, contrapondo-se às abordagens estruturais e institucionais da supremacia branca – que estiveram no cerne da análise realista do racismo introduzida nos primeiros trabalhos de Derrick Bell, e articulada por pensadores afro-americanos como W. E. B. Du Bois, Paul Robeson e o juiz Robert L. Carter.

## História

### Anos Iniciais
Embora a terminologia teoria crítica da raça tenha começado a ser aplicada ao direito, o tema emerge do contexto mais amplo da teoria crítica na maneira como analisa as estruturas de poder na sociedade, independentemente das leis vigentes. No artigo de 1998, "Teoria Crítica da Raça: Passado, Presente e Futuro", Delgado e Stefancic traçam as origens do TCR aos escritos iniciais de Derrick Albert Bell Jr., incluindo seu artigo de 1976 na Yale Law Journal, intitulado "Servindo a Dois Mestres" e seu artigo de 1980 na Harvard Law Review, intitulado "Brown v. Board of Education e o Dilema da Convergência de Interesses".
Na década de 1970, como professor na Faculdade de Direito de Harvard, Bell começou a criticar, questionar e reavaliar os casos de direitos civis que havia litigado na década de 1960 para desagregar escolas após a promulgação de Brown v. Board of Education. Essa reavaliação tornou-se a "pedra angular da teoria crítica da raça". Delgado e Stefancic, que juntos escreveram Teoria Crítica da Raça: uma Introdução em 2001, descreveram a "convergência de interesses" de Bell como um "meio de compreender a história racial ocidental". O foco na desagregação após a decisão de 1954 da Suprema Corte em Brown—que declarou a segregação escolar inconstitucional—deixou os advogados dos direitos civis em uma posição comprometida entre os interesses de seus clientes e a lei. A preocupação de muitos pais negros – pelo acesso de seus filhos a uma educação de melhor qualidade – estava sendo eclipsada pelos interesses dos litigantes que buscavam um "avanço" em sua "busca por equilíbrio racial nas escolas". Em 1995, Cornel West afirmou que Bell era "praticamente o único dissidente" escrevendo em revistas jurídicas de destaque que desafiavam as premissas básicas sobre como o direito tratava as pessoas de cor.
Em seus artigos na Harvard Law Review, Bell cita o caso de 1964 Hudson contra o Conselho Escolar do Condado de Leake, o qual o Fundo de Defesa e Educação Legal da NAACP (NAACP LDF) venceu, determinando que o conselho escolar totalmente branco cumprisse a desagregação. Na época, isso foi considerado um sucesso. Contudo, na década de 1970, pais brancos começaram a retirar seus filhos das escolas desagregadas e matriculá-los em academias de segregação. Bell passou a acreditar que havia se enganado em 1964, quando, como um jovem advogado do LDF, convenceu Winson Hudson, chefe do recém-formado capítulo local da NAACP em Harmony, Mississippi, a lutar contra o Conselho Escolar do Condado de Leake, totalmente branco, para desagregar as escolas. Ela e os demais pais negros inicialmente buscaram a assistência do LDF para combater o fechamento de sua escola – uma das históricas Escolas Rosenwald para crianças negras. Bell explicou a Hudson que, após Brown, o LDF não poderia lutar para manter uma escola segregada para negros aberta; teriam que lutar pela desagregação. Em 1964, Bell e a NAACP acreditavam que os recursos para escolas desagregadas seriam ampliados e que crianças negras teriam acesso a uma educação de melhor qualidade, já que pais brancos exigiriam escolas melhores; entretanto, na década de 1970, as crianças negras passaram novamente a frequentar escolas segregadas e a qualidade do ensino deteriorou-se.
Bell passou a trabalhar para o LDF da NAACP logo após o boicote aos ônibus de Montgomery e a decisão da Suprema Corte de 1956, após Browder v. Gayle, que declarou inconstitucionais as leis de segregação nos ônibus do Alabama e de Montgomery. De 1960 a 1966, Bell litigou com sucesso 300 casos de direitos civis no Mississippi. Ele foi inspirado por Thurgood Marshall, um dos dois líderes de uma campanha jurídica que se estendeu por décadas, iniciada na década de 1930, na qual foram propostas centenas de ações judiciais para reverter a doutrina do "separado, mas igual" anunciada pela decisão da Suprema Corte em Plessy v. Ferguson (1896). A Corte determinou que as leis de segregação racial promulgadas pelos estados não violavam a Constituição dos Estados Unidos desde que as instalações destinadas a cada raça fossem de qualidade equivalente. A decisão Plessy forneceu o mandato legal, em nível federal, para a aplicação das leis Jim Crow, introduzidas por democratas do Sul brancos a partir da década de 1870 para promover a segregação racial em todas as instalações públicas, inclusive escolas. A decisão Brown da Suprema Corte, de 1954,—que estabeleceu que a doutrina "separado, mas igual" é inconstitucional no contexto das escolas públicas e instalações educacionais—enfraqueceu severamente Plessy. O conceito de cegueira constitucional à cor da Suprema Corte para a avaliação de casos teve início com Plessy. Antes de Plessy, a Corte considerava a cor como fator determinante em muitos casos emblemáticos, o que reforçava as leis Jim Crow. O trabalho de direitos civis de Bell na década de 1960 fundamentou-se na base lançada pelo juiz Marshall, iniciada na década de 1930. Foi um período em que o ramo jurídico do movimento dos direitos civis ingressava com milhares de casos de direitos civis, um período de idealismo para o movimento.
Em Harvard, Bell desenvolveu novos cursos que estudavam o direito americano sob uma perspectiva racial. Ele compilou seus próprios materiais de curso, publicados em 1970 sob o título Raça, Racismo e Direito Americano. Em 1971, tornou-se o primeiro professor negro com titularidade na Faculdade de Direito de Harvard.
Durante a década de 1970, os tribunais utilizavam a legislação para fazer cumprir os programas de ação afirmativa e o transporte coletivo (busing) – onde os tribunais determinavam o transporte para alcançar a integração racial em distritos escolares que rejeitavam a desagregação. Em resposta, centros de pensamento neoconservadores da década de 1970 – hostis a essas duas questões em particular – desenvolveram uma retórica de cegueira à cor para se opor a tais medidas, alegando que representavam discriminação reversa. Em 1978, na decisão Regents of the University of California v. Bakke, quando Bakke venceu este caso histórico da Suprema Corte utilizando o argumento do racismo reverso, o ceticismo de Bell quanto ao fim do racismo aumentou. O juiz Lewis F. Powell Jr. afirmou que "a garantia de proteção igualitária não pode significar uma coisa quando aplicada a um indivíduo e outra quando aplicada a uma pessoa de outra cor." Em um artigo de 1979, Bell questionou se haveria algum grupo da população branca disposto a sofrer qualquer desvantagem resultante da implementação de uma política destinada a reparar os danos causados aos negros decorrentes da escravidão, segregação ou discriminação.
Bell renunciou em 1980 devido ao que considerava práticas discriminatórias na universidade, tornou-se reitor da Faculdade de Direito da Universidade de Oregon e, posteriormente, retornou a Harvard como professor visitante.
Enquanto estava ausente de Harvard, seus apoiadores organizaram protestos contra a falta de diversidade racial no currículo, no corpo discente e no corpo docente da universidade.
```
A universidade havia rejeitado os pedidos dos estudantes, alegando que não existia nenhum professor negro suficientemente qualificado.
[
131
]
 O estudioso jurídico Randall Kennedy escreveu que alguns estudantes se sentiram "ofendidos" pela escolha de Harvard em empregar um "arquetípico liberal branco... de forma que precludia o desenvolvimento de liderança negra".
[
132
]
```

Uma dessas estudantes foi Kimberlé Crenshaw, que escolheu Harvard para estudar com Bell; ela foi apresentada ao seu trabalho em Cornell. Crenshaw organizou, em 1981, uma iniciativa liderada por estudantes para oferecer um curso alternativo sobre raça e direito – baseado no curso e no livro didático de Bell – no qual os estudantes trouxeram professores visitantes, como Charles Lawrence, Linda Greene, Neil Gotanda e Richard Delgado, ministrando o conteúdo capítulo a capítulo a partir de Raça, Racismo e Direito Americano.
A teoria crítica da raça emergiu como um movimento intelectual com a organização desse boicote; os estudiosos do TCR incluíam estudantes de pós-graduação em direito e professores.
Alan Freeman foi um dos membros fundadores do movimento dos Estudos Jurídicos Críticos (EJC), que organizava fóruns na década de 1980. Os estudiosos jurídicos dos EJC contestavam as alegações de que o direito possuía uma posição neutra em termos de valores. Criticavam o papel do sistema jurídico na geração e legitimação de estruturas sociais opressoras, as quais contribuíam para a manutenção de um sistema de classes injusto e opressor. Delgado e Stefancic citam o trabalho de Alan Freeman, na década de 1970, como formativo para a teoria crítica da raça. Em seu artigo de 1978 na Minnesota Law Review, Freeman reinterpretou, através de uma perspectiva dos Estudos Jurídicos Críticos, como a Suprema Corte supervisionou a legislação dos direitos civis de 1953 a 1969 sob a Corte Warren. Ele criticou a interpretação estreita do direito que negava reparação às vítimas de discriminação racial. Em seu artigo, Freeman descreve duas perspectivas sobre o conceito de discriminação racial: a da vítima ou a do perpetrador. Para a vítima, a discriminação racial abrange tanto as condições objetivas quanto a "consciência associada a essas condições objetivas". Para o perpetrador, consiste apenas em ações, sem levar em conta as condições objetivas vivenciadas pelas vítimas, tais como "falta de empregos, falta de dinheiro, falta de moradia". Apenas os indivíduos que comprovassem serem vítimas de discriminação teriam direito a reparação. No final dos anos 1980, Freeman, Bell e outros estudiosos do TCR abandonaram o movimento dos EJC, alegando que este se concentrava de maneira excessivamente restrita em classe e estruturas econômicas, negligenciando o papel da raça e das relações raciais no direito americano.

### Surgimento como movimento
Em 1989, Kimberlé Crenshaw, Neil Gotanda e Stephanie Phillips organizaram um workshop na Universidade de Wisconsin-Madison intitulado "Novos Desenvolvimentos na Teoria Crítica da Raça". Os organizadores cunharam o termo "Teoria Crítica da Raça" para significar uma "interseção entre teoria crítica e raça, racismo e o direito."
Posteriormente, estudiosos do direito passaram a publicar um volume maior de trabalhos empregando a teoria crítica da raça, incluindo mais de "300 artigos de revistas jurídicas de destaque" e livros.:108 Em 1990, Duncan Kennedy publicou seu artigo sobre ação afirmativa na academia jurídica na Duke Law Journal, e Anthony E. Cook publicou seu artigo "Além dos Estudos Jurídicos Críticos" na Harvard Law Review. Em 1991, Patricia Williams publicou A Alquimia da Raça e dos Direitos, enquanto Derrick Bell publicou Faces na Base do Poço em 1992.:124 Cheryl I. Harris publicou, em 1993, seu artigo na Harvard Law Review intitulado "A Brancura como Propriedade", no qual descreveu como o passing resultava em benefícios semelhantes à posse de propriedade. Em 1995, cerca de duas dúzias de estudiosos do direito contribuíram para uma importante compilação dos escritos fundamentais sobre o TCR.
No início dos anos 1990, conceitos e características-chave do TCR já haviam emergido. Bell introduziu seu conceito de "convergência de interesses" em um artigo de 1973. Ele desenvolveu o conceito de realismo racial em uma série de ensaios e no livro de 1992, Faces na Base do Poço: a Permanência do Racismo. Bell afirmou que os negros precisavam aceitar que a legislação da era dos direitos civis não traria, por si só, progresso nas relações raciais; o racismo anti-negro nos EUA era uma "característica permanente" da sociedade americana, e a igualdade era "impossível e ilusória". Crenshaw introduziu o termo interseccionalidade na década de 1990.
Em 1995, as teóricas pedagógicas Gloria Ladson-Billings e William F. Tate começaram a aplicar a estrutura da teoria crítica da raça no campo da educação. Em seu artigo de 1995, Ladson-Billings e Tate descreveram o papel da construção social das normas e interesses brancos na educação, buscando compreender melhor as desigualdades no ensino. Estudos posteriores expandiram essa abordagem para examinar questões como a segregação escolar nos Estados Unidos, as relações entre raça, gênero e desempenho acadêmico, a pedagogia e as metodologias de pesquisa.
Desde 2002, mais de 20 faculdades de direito americanas e pelo menos três faculdade de direito estrangeiras ofereciam cursos ou aulas de teoria crítica da raça. A teoria crítica da raça também é aplicada nos campos de estudos educacionais, ciência política, estudos femininos, estudos étnicos, estudos de comunicação, sociologia das relações raciais e étnicas e estudos americanos. Outros movimentos desenvolveram-se aplicando a teoria crítica da raça a grupos específicos, como os movimentos latino-críticos (LatCrit), queer-críticos e asiático-críticos. Esses movimentos continuaram a dialogar com o corpo principal da pesquisa em teoria crítica, desenvolvendo com o tempo prioridades e métodos de pesquisa próprios.
O TCR também tem sido ensinado internacionalmente, inclusive no Reino Unido e na Austrália. De acordo com o pesquisador educacional Mike Cole, os principais defensores do TCR no Reino Unido incluem David Gillborn, John Preston e Namita Chakrabarty.

### Fundamentos filosóficos
Os estudiosos do TCR baseiam-se no trabalho de Antonio Gramsci, Sojourner Truth, Frederick Douglass e W. E. B. DuBois. Bell compartilhava a crença de Paul Robeson de que "a autossuficiência negra e a continuidade cultural africana deveriam formar a base epistêmica da visão de mundo dos negros." Seus escritos também são informados pelos movimentos das décadas de 1960 e 1970, como Poder Negro, Chicano e feminismo radical. A teoria crítica da raça compartilha muitos compromissos intelectuais com a teoria crítica, os estudos jurídicos críticos, a jurisprudência feminista e a teoria pós-colonial. O filósofo da Universidade de Connecticut, Lewis Gordon, que se dedicou à fenomenologia pós-colonial e à análise da raça e do racismo, escreveu que o TCR se destaca pelo uso de uma bolsa de estudos pós-moderna pós-estrutural, com ênfase em comunidades "subalternas" ou "marginalizadas" e pelo "uso de metodologias alternativas na expressão do trabalho teórico, notadamente o emprego de narrativas e outras técnicas literárias".
A teoria do ponto de vista, adotada por alguns estudiosos do TCR, surgiu na primeira onda do movimento das mulheres na década de 1970. Seu foco principal é a epistemologia – o estudo de como o conhecimento é produzido. O termo foi cunhado por Sandra Harding, uma teórica feminista americana, e desenvolvido por Dorothy Smith em sua publicação de 1989, O Mundo Cotidiano como Problemático: Uma Sociologia Feminista. Smith afirmou que, ao estudar como as mulheres constroem socialmente suas experiências cotidianas, os sociólogos podem formular novas questões. Patricia Hill Collins introduziu o ponto de vista feminista negra – uma sabedoria coletiva de pessoas com perspectivas semelhantes na sociedade, que busca aumentar a conscientização acerca desses grupos marginalizados e oferecer caminhos para melhorar sua posição social.
A teoria crítica da raça articula as prioridades e perspectivas dos estudos jurídicos críticos (EJC) e da erudição convencional dos direitos civis, ao mesmo tempo em que as contesta de forma incisiva. A estudiosa jurídica da Faculdade de Direito da UC Davis, Angela P. Harris, descreve o TCR como partilhando "um compromisso com uma visão de libertação do racismo por meio da razão correta" com a tradição dos direitos civis. O TCR desconstrói certas premissas e argumentos da teoria jurídica e, simultaneamente, sustenta que os direitos construídos legalmente são de extrema importância. Os estudiosos do TCR discordaram da posição anti-direitos dos EJC, mas também não desejaram "abandonar completamente as noções de direito"; reconheceram que certa legislação e reformas beneficiaram pessoas de cor. Conforme descrito por Derrick Bell, na visão de Harris, o TCR está comprometido com uma "crítica radical do direito (que é normativamente desconstrucionista) e... uma emancipação radical pelo direito (que é normativamente reconstrucionista)".
O professor de filosofia da Universidade de Edimburgo, Tommy J. Curry, afirmou que, em 2009, a perspectiva do TCR de que a raça é uma construção social foi aceita por "muitos estudiosos da raça" como uma "visão de senso comum" de que a raça não é "fundamentada biologicamente e natural." O termo "construção social" origina-se do construtivismo social, cujas raízes remontam às primeiras guerras da ciência, instigadas em parte pela obra A Estrutura das Revoluções Científicas de Thomas Kuhn (1962). O filósofo canadense Ian Hacking, especializado na filosofia da ciência, descreve como a construção social se espalhou pelas ciências sociais, citando a construção social da raça como exemplo e questionando como a raça poderia ser "construída" de maneira mais eficaz.

## Críticas

### Críticas acadêmicas
De acordo com a Enciclopédia Britannica, aspectos do TCR foram criticados por "estudiosos jurídicos e juristas de todo o espectro político." As críticas ao TCR concentram-se em sua ênfase na narração, na crítica ao princípio do mérito e à verdade objetiva, e na tese da voz da cor. Conforme relatado pela Britannica, os críticos afirmam que o TCR contém um "ceticismo pós-modernista inspirado na objetividade e na verdade" e tende a interpretar "qualquer desigualdade ou desequilíbrio racial ... como prova do racismo institucional e fundamento para impor, de maneira direta, resultados racialmente equitativos nesses âmbitos". Defensores do TCR também foram acusados de tratar até mesmo críticas bem-intencionadas como evidência de racismo latente.
Em um livro de 1997, os professores de direito Daniel A. Farber e Suzanna Sherry criticaram o TCR por fundamentar suas alegações em narrativas pessoais e pela falta de hipóteses testáveis e dados mensuráveis. Estudiosos do TCR, incluindo Crenshaw, Delgado e Stefancic, responderam que tais críticas representam modos dominantes nas ciências sociais que tendem a excluir pessoas de cor. Delgado e Stefancic escreveram: "Nesses âmbitos [ciência social e política], a verdade é uma construção social criada para atender aos propósitos do grupo dominante." Farber e Sherry também argumentaram que os princípios anti–mérito presentes na teoria crítica da raça, no feminismo crítico e nos estudos jurídicos críticos podem, involuntariamente, levar a implicações antissemíticas e anti-asiáticas. Eles afirmam que o sucesso dos judeus e asiáticos dentro do que os teóricos do TCR postulam ser um sistema estruturalmente injusto pode levar a alegações de trapaça e aproveitamento indevido de vantagens. Em resposta, Delgado e Stefancic escrevem que há uma diferença entre criticar um sistema injusto e criticar indivíduos que se destacam dentro desse sistema.

### Controvérsias públicas
A teoria crítica da raça provocou controvérsia nos Estados Unidos por promover o uso de narrativa nos estudos jurídicos, defendendo o "instrumentalismo jurídico" em oposição ao uso idealista do direito, e incentivando os estudiosos jurídicos a promover a equidade racial.
Antes de 1993, o termo "teoria crítica da raça" não fazia parte do discurso público. Na primavera daquele ano, conservadores lançaram uma campanha liderada por Clint Bolick para retratar Lani Guinier—então nomeada pelo presidente Bill Clinton para Procurador Assistente dos Estados Unidos da Divisão de Direitos Civis do Departamento de Justiça dos Estados Unidos—como uma radical, devido à sua conexão com o TCR. Em poucos meses, Clinton retirou a nomeação, descrevendo o esforço para impedir a nomeação de Guinier como "uma campanha de distorção e vilipêndio da direita". Isso fazia parte de uma estratégia conservadora mais ampla para moldar a Suprema Corte dos Estados Unidos a seu favor.
Amy E. Ansell escreve que a lógica do instrumentalismo jurídico alcançou ampla aceitação pública no caso de assassinato de O.J. Simpson quando o advogado Johnnie Cochran "implementou uma espécie de TCR aplicado", selecionando um júri afro-americano e instando-o a absolver Simpson, mesmo diante das evidências contrárias – uma forma de anulação de júri. O estudioso jurídico Jeffrey Rosen considera esse o "exemplo mais marcante" da influência do TCR no sistema jurídico dos EUA. A professora de direito Margaret M. Russell respondeu à afirmação de Rosen na Michigan Law Review, afirmando que o "estilo dramático" e "controverso" de atuação em tribunal, bem como o "senso estratégico" de Cochran no caso Simpson, resultaram de suas décadas de experiência como advogado; não foram significativamente influenciados pelos escritos do TCR.
Em 2010, um programa de Estudos Hispano-Americanos no Distrito Escolar Unificado de Tucson, Arizona, foi interrompido devido a uma lei estadual que proibia as escolas públicas de oferecer uma educação consciente da raça na forma de "defesa da solidariedade étnica em vez de tratar os alunos como indivíduos". Certos livros, inclusive um manual introdutório sobre o TCR, foram banidos do currículo. A proibição dos programas de estudos étnicos foi posteriormente considerada inconstitucional, sob o argumento de que o estado demonstrava intenção discriminatória: "Tanto a promulgação quanto a aplicação foram motivadas por animosidade racial", decidiu o juiz federal A. Wallace Tashima.

## Subcampos
Dentro da teoria crítica da raça, diversos subgrupos concentram-se em questões e nuances únicas de comunidades étnico–raciais e/ou marginalizadas. Isso inclui a interseção da raça com deficiência, etnia, gênero, sexualidade, classe ou religião. Por exemplo, os estudos críticos da raça e deficiência (DisCrit), o feminismo da teoria crítica da raça (CRF), a teoria crítica da raça judaica (HebCrit, pronunciado "Heeb"), a teoria crítica da raça negra (Black Crit), os estudos críticos da raça latina (LatCrit), os estudos críticos da raça asiático-americana (AsianCrit), os estudos críticos da raça sul–asiático-americana (DesiCrit), a teoria crítica da raça quantitativa (QuantCrit), a teoria crítica da raça queer (QueerCrit), e os estudos críticos da raça dos índios americanos ou a teoria crítica da raça tribal (às vezes denominada TribalCrit). As metodologias do TCR também foram aplicadas ao estudo de grupos imigrantes brancos. O TCR levou alguns estudiosos a defender uma segunda onda de estudos sobre a brancura, atualmente um pequeno desdobramento conhecido como Brancura de Segunda Onda (SWW). A teoria crítica da raça também passou a gerar pesquisas que investigam as concepções de raça fora dos Estados Unidos.

### Estudos Críticos da Raça e Deficiência
Outro campo derivado é o dos estudos críticos da raça e deficiência (DisCrit), que combina os estudos sobre deficiência e o TCR para focar na interseccionalidade entre deficiência e raça.

### Teoria Crítica da Raça Latina
A teoria crítica da raça latina (LatCRT ou LatCrit) é uma estrutura de pesquisa que delineia a construção social da raça como elemento central na forma como pessoas de cor são restringidas e oprimidas na sociedade. Estudiosos da raça desenvolveram o LatCRT como resposta crítica ao "problema da linha de cor", inicialmente explicado por W. E. B. Du Bois. Enquanto o TCR foca no paradigma negro–branco, o LatCRT passou a considerar outros grupos raciais, principalmente estudos chicanos, bem como latinos/as, asiáticos, nativos americanos/Primeiras Nações e mulheres de cor.
Em Contranarrativas Críticas da Raça ao Longo do Fluxo Educacional Chicana/Chicano, Tara J. Yosso discute como a restrição de pessoas de cor pode ser definida. Ao observar as diferenças entre estudantes chicanos, os princípios que os separam são: a intercentralidade da raça e do racismo, o desafio à ideologia dominante, o compromisso com a justiça social, a centralidade do conhecimento experiencial e a perspectiva interdisciplinar.
O foco principal do LatCRT é defender a justiça social para aqueles que vivem em comunidades marginalizadas (especialmente chicanos), que são submetidos a arranjos estruturais que os desfavorecem. Tais arranjos fazem com que as instituições sociais atuem como mecanismos de despossessões, desenfranquizamento e discriminação contra grupos minoritários. Na tentativa de dar voz aos vítimas, o LatCRT desenvolveu dois temas comuns:
Primeiramente, o TCR propõe que a supremacia branca e o poder racial se mantêm ao longo do tempo – um processo no qual o direito desempenha um papel central. Diferentes grupos raciais carecem de voz para se expressarem nesta sociedade civil, e, por isso, o TCR introduziu uma nova forma crítica de expressão, denominada "voz da cor". A voz da cor consiste em narrativas e monólogos utilizados para transmitir experiências pessoais relacionadas à raça, servindo também para contrapor as metanarrativas que perpetuam a desigualdade racial. Assim, as experiências dos oprimidos são aspectos essenciais para o desenvolvimento de uma abordagem analítica do LatCRT, sendo incomum, desde o surgimento da escravidão, uma instituição ter moldado tão profundamente as oportunidades de vida daqueles que carregam o rótulo de criminosos.
Em segundo lugar, os trabalhos do LatCRT investigam a possibilidade de transformar a relação entre a aplicação da lei e o poder racial, bem como a viabilidade de um projeto mais amplo de emancipação racial e de combate à subordinação. O corpo de pesquisa do LatCRT difere do TCR geral, pois enfatiza a teoria e a política migratória, os direitos linguísticos e as formas de discriminação baseadas em sotaque e origem nacional. O TCR valoriza o conhecimento experiencial das pessoas de cor, utilizando essas experiências vividas como dados, e apresenta os resultados de pesquisa por meio de narrativas, crônicas, cenários, relatos e parábolas.

### Teoria Crítica da Raça Asiática
A teoria crítica da raça asiática analisa a influência da raça e do racismo sobre os asiático-americanos e suas experiências no sistema educacional dos Estados Unidos. Assim como a teoria crítica da raça latina, a teoria crítica da raça asiática diferencia-se do corpo principal do TCR por sua ênfase na teoria e política migratória.

### Teoria Crítica da Raça Tribal
A Teoria Crítica da Raça evoluiu na década de 1970 em resposta aos Estudos Jurídicos Críticos. A Teoria Crítica da Raça Tribal (TribalCrit) concentra-se em narrativas e valoriza os dados orais como fonte primária de informação. O TribalCrit fundamenta-se na ideia de que a supremacia branca e o imperialismo sustentam as políticas dos Estados Unidos em relação aos povos indígenas. Em contraste com a TCR, argumenta que a colonização – e não o racismo – é endêmica na sociedade. Um princípio fundamental do TribalCrit é que os povos indígenas existem dentro de uma sociedade americana que os politiza e os racializa, colocando-os em um "espaço liminar" onde a autorrepresentação indígena diverge da forma como são percebidos por outros. O TribalCrit defende que as ideias de cultura, informação e poder adquirem nova importância quando examinadas sob uma perspectiva indígena. O TribalCrit rejeita os objetivos de assimilação nas instituições educacionais dos Estados Unidos e sustenta que compreender as realidades vividas pelos povos indígenas depende da compreensão das filosofias tribais, crenças, tradições e visões de futuro.

### Filosofia Crítica da Raça
A Filosofia Crítica da Raça (FCR) é inspirada tanto pelos Estudos Jurídicos Críticos quanto pelo uso interdisciplinar da Teoria Crítica da Raça. Tanto os Estudos Jurídicos Críticos quanto a TCR exploram a natureza oculta do uso predominante de “conceitos aparentemente neutros, como mérito ou liberdade.”

## Leituras adicionais
- Delgado, Richard, ed. (1995). Teoria Crítica da Raça: A Vanguarda. Filadélfia: Temple University Press. ISBN 978-1-5663-9347-8
- Dixson, Adrienne D.; Rousseau, Celia K., eds. (2006). Teoria Crítica da Raça na Educação: Todos os Filhos de Deus Têm uma Canção. Nova Iorque: Routledge. ISBN 978-0-415-95292-7
- Epstein, Kitty Kelly (2006). Uma Visão Diferente das Escolas Urbanas: Direitos Civis, Teoria Crítica da Raça e Realidades Inexploradas. [S.l.]: Peter Lang. ISBN 978-0-8204-7879-1
- Fortin, Jacey (8 de novembro de 2021). «Teoria Crítica da Raça: Uma Breve História». The New York Times Verifique o valor de |url-access=limited (ajuda)
- Gillborn, David; Dixson, Adrienne D.; Ladson-Billings, Gloria; Parker, Laurence; Rollock, Nicola; Warmington, Paul, eds. (2018). Teoria Crítica da Raça na Educação 1ª ed. [S.l.]: Routledge. ISBN 978-1-138-84827-6
- Goldberg, David Theo (2 de maio de 2021). «A Guerra Contra a Teoria Crítica da Raça». Boston Review
- Taylor, Edward (primavera de 1998). «Um Manual sobre a Teoria Crítica da Raça: Quem são os teóricos da TCR e o que estão dizendo?». Journal of Blacks in Higher Education (19): 122–124. JSTOR 2998940. doi:10.2307/2998940